# Zvonko Monsider
Zvonko Monsider, pseudonimo di Zvonimir Monsider (Zagabria, 11 aprile 1920 – Crystal River, 16 marzo 1997), è stato un allenatore di calcio e calciatore jugoslavo.

## Carriera

### Giocatore

#### Club
Monsider inizia la sua carriera tra i professionisti a partire dal 1937, militando in vari club di Zagabria, dal Trgovački Zagabria al Ferraria Zagabria, arrivando nel 1939 al Concordia Zagabria, squadra nella quale trascorre sei stagioni, per poi passare alla Dinamo Zagabria fino al 1948. Proprio durante quest'annata, il portiere jugoslavo decide di provare un'esperienza all'estero accettando l'offerta della Lazio, a cui è stato segnalato dal tecnico Orlando Tognotti.
La Dinamo però non rilascia l'autorizzazione al trasferimento e il giocatore, pur rimanendo in forza alla società romana, non poté scendere in campo per un anno e mezzo. Quando finalmente la situazione si sblocca, la Lazio è però costretta a cedere Monsider nel mercato autunnale del 1949 al Padova poiché, non potendo tesserare più di tre calciatori stranieri secondo il regolamento federale, non avrebbe potuto procedere all'acquisto del centravanti paraguaiano Dionisio Arce. In quella stagione l'estremo difensore jugoslavo difese la porta dei biancoscudati solamente in sette occasioni.
Rientrato a Roma al termine del campionato, viene ingaggiato dal Hungaria FbC Roma (1949-1950), squadra formata solo da giocatori apolidi o di origine ungherese, che fece un tour in Colombia nel 1950: successivamente rimase a giocare lì per una stagione nel Universidad Bogota, nel periodo dell'El Dorado. Al termine di due tournée in Spagna (giugno - agosto 1950) e Colombia (novembre - dicembre 1950), viene ingaggiato alla Universidad Bogota (12.1950 - 1951), con cui disputa una sola stagione.

#### Nazionale
Monsider è stato portiere della Nazionale croata, disputando sei partite nel periodo di breve indipendenza compreso tra il 1941 e il 1945. Successivamente ha difeso per sette volte la porta della Nazionale jugoslava.

### Allenatore
Nel 1952 si stabilisce in Spagna, dove sta per essere tesserato dal Barcellona ma, all'ultimo momento, la federazione spagnola decide di bloccare l'arrivo di tutti gli stranieri, rimanendo così senza contratto. Decide allora di iscriversi al corso per allenatori che supera brillantemente. Diventa negli anni a venire primo allenatore in diversi club della Catalogna, come Sabadell, Baracaldo, Terrasa, Sans e L'Hospitalet. Nel 1961 lascia l'Europa e si trasferisce in Canada dove continua l'attività di preparatore dei portieri nel Toronto Croatia.

## Palmarès

### Club

#### Competizioni nazionali
- Campionato croato: 1

Concordia Zagabria: 1942
- Campionato jugoslavo: 1

Dinamo Zagabria: 1947-1948